# Ezequiel Escobar
Ezequiel Alexandre Escobar Luna, noto semplicemente come Ezequiel Escobar (Montevideo, 4 aprile 1999), è un calciatore uruguaiano, attaccante svincolato.

## Caratteristiche tecniche
È un'ala destra.

## Carriera
Cresciuto nel settore giovanile del Liverpool (M), ha esordito in prima squadra il 22 novembre 2017 disputando l'incontro di Primera División Profesional de Uruguay perso 2-1 contro la Juventud. Il 13 settembre 2020 ha segnato la sua prima rete con il club nerazzurro, aprendo le marcature dell'incontro vinto 2-1 contro il River Plate (M).

## Statistiche
Statistiche aggiornate al 3 ottobre 2020.

### Presenze e reti nei club
| Stagione        | Squadra         | Campionato      | Campionato | Campionato | Coppe nazionali | Coppe nazionali | Coppe nazionali | Coppe continentali | Coppe continentali | Coppe continentali | Altre coppe | Altre coppe | Altre coppe | Totale | Totale | Totale |
| Stagione        | Squadra         | Comp            | Pres       | Reti       | Comp            | Pres            | Reti            | Comp               | Pres               | Reti               | Comp        | Pres        | Reti        | Pres   | Reti   |        |
| --------------- | --------------- | --------------- | ---------- | ---------- | --------------- | --------------- | --------------- | ------------------ | ------------------ | ------------------ | ----------- | ----------- | ----------- | ------ | ------ | ------ |
| 2017            | Liverpool (M)   | PD              | 1          | 0          |                 | -               | -               |                    | -                  | -                  |             | -           | -           | 1      | 0      |        |
| 2019            | Liverpool (M)   | PD              | 2          | 0          |                 | -               | -               |                    | -                  | -                  |             | -           | -           | 2      | 0      |        |
| 2020            | Liverpool (M)   | PD              | 4          | 2          |                 | -               | -               | CS                 | 0                  | 0                  |             | -           | -           | 4      | 2      |        |
| Totale carriera | Totale carriera | Totale carriera | 7          | 2          |                 | -               | -               |                    | 0                  | 0                  |             | -           | -           | 7      | 2      |        |